# Rincón de Romos
Rincón de Romos – miasto w środkowym Meksyku, w północnej części stanu Aguascalientes, siedziba władz gminy Rincón de Romos. Miejscowość jest położona na płaskowyżu, w górach Sierra Madre Wschodnia na wysokości 1 949 m n.p.m.. Rincón de Romos leży około 42 km na północ od stolicy stanu Aguascalientes. W 2010 roku ludność miasta liczyła 27 998 mieszkańców.

## Historia
Miasto do 1636 roku nazywało się Chora, lecz kiedy Diego Romo de Vivar zakupił tamtejszą hacjendę od Pedro Rincon de Arteaga nadano nazwę pochodzącą od nazwisk obu właścicieli. W 1747 roku dekretem króla Ferdynanda VI nadano okoliczne ziemie tubylczej ludności na co spowodowało wzrost i rozwój miejscowości. W 1915 roku miasto ustanowiono siedzibą gminy.
W mieście warto zwiedzić kilka zabytkowych kościołów z najstarszą kaplicą San José, bądź zbudowaną w 1866 roku Santa Basílica Lateranense. W mieście jest muzeum poświęcone powstaniu przeciwko Koronie Hiszpańskiej inspirowane przez Miguel Hidalgo y Costilla. Ponadto można zwiedzać pozostałości hacjend z XVIII wieku San Blas,  Hacienda del Saucillo i Hacienda de San Jacinto. Niedaleko miasta jest akwedukt transportujący wodę z jeziora do wsi El Saucillo.